# Інком (Айдахо)
Інком (англ. Inkom) — місто в окрузі Беннок, штат Айдахо, США. Належить до агломерації Покателло. Згідно з переписом 2010 року населення становило 854 особи, що на 116 осіб більше, ніж 2000 року.

## Географія
Інком розташований за координатами 42°47′59″ пн. ш. 112°15′6″ зх. д. / 42.79972° пн. ш. 112.25167° зх. д. (42.799813, -112.251612).  За даними Бюро перепису населення США в 2010 році місто мало площу 1,93 км², з яких 1,91 км² — суходіл та 0,01 км² — водойми.

## Демографія

### Перепис 2010 року
Згідно з переписом 2010 року, у місті проживало 854 осіб у 288 домогосподарствах у складі 222 родин. Густота населення становила 445,6 особи/км². Було 305 помешкань, середня густота яких становила 159,2/км². Расовий склад міста: 95,2 % білих, 0,6 % афроамериканців, 0,2 % індіанців, 0,8 % азіатів, 1,3 % інших рас, а також 1,9 % людей, які зараховують себе до двох або більше рас. Іспанці і латиноамериканці незалежно від раси становили 4,4 % населення.
Із 288 домогосподарств 41,7 % мали дітей віком до 18 років, які жили з батьками; 64,6 % були подружжями, які жили разом; 8,3 % мали господиню без чоловіка; 4,2 % мали господаря без дружини і 22,9 % не були родинами. 18,1 % домогосподарств складалися з однієї особи, у тому числі 5,5 % віком 65 і більше років. В середньому на домогосподарство припадало 2,97 мешканця, а середній розмір родини становив 3,41 особи.
Середній вік жителів міста становив 32,4 року. Із них 33 % були віком до 18 років; 7,8 % — від 18 до 24; 23,7 % від 25 до 44; 23,6 % від 45 до 64 і 11,8 % — 65 років або старші. Статевий склад населення: 47,5 % — чоловіки і 52,5 % — жінки.
Середній дохід на одне домашнє господарство  становив 63 628 доларів США (медіана — 50 048), а середній дохід на одну сім'ю — 75 873 долари (медіана — 53 295). Медіана доходів становила 51 902 долари для чоловіків та 33 654 долари для жінок. За межею бідності перебувало 8,3 % осіб, у тому числі 7,9 % дітей у віці до 18 років та 6,3 % осіб у віці 65 років та старших.
Цивільне працевлаштоване населення становило 356 осіб. Основні галузі зайнятості: освіта, охорона здоров'я та соціальна допомога — 18,0 %, науковці, спеціалісти, менеджери — 15,2 %, роздрібна торгівля — 14,6 %.

### Перепис 2000 року
Згідно з переписом 2000 року, у місті проживало 738 осіб у 253 домогосподарствах у складі 201 родин. Густота населення становила 438,4 особи/км². Було 263 помешкання, середня густота яких становила 156,2/км². Расовий склад міста: 95,12 % білих, 0,27 % афроамериканців, 1,36 % індіанців, 0,27 % азіатів, 1,22 % інших рас і 1,76 % людей, які зараховують себе до двох або більше рас. Іспанці та латиноамериканці незалежно від раси становили 2,71 % населення.
Із 253 домогосподарств 43,1 % мали дітей віком до 18 років, які жили з батьками; 64,0 % були подружжями, які жили разом; 12,3 % мали господиню без чоловіка, і 20,2 % не були родинами. 17,0 % домогосподарств складалися з однієї особи, у тому числі 6,7 % віком 65 і більше років. В середньому на домогосподарство припадало 2,92 мешканця, а середній розмір родини становив 3,31 особи.
Віковий склад населення: 32,4 % віком до 18 років, 8,9 % від 18 до 24, 27,5 % від 25 до 44, 22,1 % від 45 до 64 і 9,1 % років і старші. Середній вік жителів — 32 року. Статевий склад населення: 49,7 % — чоловіки і 50,3 % — жінки.
Середній дохід домогосподарств у місті становив US$32 500, родин — $42 000. Середній дохід чоловіків становив $34 167 проти $22 656 у жінок. Дохід на душу населення в місті був $13 501. Приблизно 8,0 % родин і 10,3 % населення перебували за межею бідності, включаючи 12,7 % віком до 18 років і 7,9 % від 65 і старших.